# Cryptorhopalum scutellare
Cryptorhopalum scutellare là một loài bọ cánh cứng trong họ Dermestidae. Loài này được Arrow miêu tả khoa học năm 1915.